# Estação Niños Héroes (Metrorrey)
A Estação Niños Héroes é uma das estações do Metrorrey, situada em Monterrei, entre a Estação Universidad e a Estação Regina. Administrada pela STC Metrorrey, faz parte da Linha 2.
Foi inaugurada em 31 de outubro de 2007. Localiza-se no cruzamento da Avenida Alfonso Reyes com a Rua Ernesto García. Atende o bairro Regina.